# Xanthospila flavoplagiata
Xanthospila flavoplagiata är en skalbaggsart som beskrevs av Leon Fairmaire 1884. Xanthospila flavoplagiata ingår i släktet Xanthospila och familjen långhorningar. Inga underarter finns listade i Catalogue of Life.